# 佐敏貌
佐敏貌（1951年12月11日—2024年10月7日），缅甸政治人物，前任曼德勒省省长。

## 生平
1951年12月11日，佐敏貌出生在缅甸阿玛拉普拉。1979年，他从曼德勒医科大学毕业。
2016年3月30日，佐敏貌接任叶敏出任曼德勒省省长。
2021年2月1日，緬甸軍方發動政變，作為民盟成員的佐敏貌遭到缅甸国防军軟禁。短暫獲釋後在2月7日與仰光省省長漂敏登一同被捕。
2024年10月7日，佐敏貌患白血病逝世。